# أبردين (واشنطن)
أبيردين (بالإنجليزية: Aberdeen)‏ هي إحدى مدن ولاية واشنطن في الولايات المتحدة الأمريكية.

## التركيبة السكانية

### تعداد عام 2000
بلغ عدد سكان أبردين 16,461 نسمة بحسب تعداد عام 2000، وبلغ عدد الأسر 6,517 أسرة وعدد العائلات 4,112 عائلة مقيمة في المدينة. في حين سجلت الكثافة السكانية 1,548.8 نسمة لكل ميل مربع (598.0/كم2). وبلغ عدد الوحدات السكنية 7,536 وحدة بمتوسط كثافة قدره 709.1 نسمة لكل ميل مربع (273.8/كم2).
وتوزع التركيب العرقي للمدينة بنسبة 84.87% من البيض و 3.70% من الأمريكيين الأصليين و 2.10% من الأمريكيين ذوي الأصول الآسيوية و 0.14% من سكان جزر المحيط الهادئ و 0.47% من الأمريكيين الأفارقة و 3.57% من عرقين مختلطين أو أكثر.بلغ عدد الأسر 6,517 أسرة كانت نسبة 31.8% منها لديها أطفال تحت سن الثامنة عشر تعيش معهم، وبلغت نسبة الأزواج القاطنين مع بعضهم البعض 43.9% من أصل المجموع الكلي للأسر، ونسبة 13.7% من الأسر كان لديها معيلات من النساء دون وجود زوج، وكانت نسبة 36.9% من غير العائلات. تألفت نسبة 29.5% من أصل جميع الأسر من أفراد ونسبة 12.0% كانوا يعيش معهم شخص وحيد يبلغ من العمر 65 عاماً فما فوق. وبلغ الحجم الوسطي للأسر 3.05، أما الحجم الوسطي للعائلات فبلغ 2.49.
بلغ العمر الوسطي للسكان 35 عاماً. وكانت نسبة 26.8% من القاطنين تحت سن الثامنة عشر، وكانت نسبة 10.3% بين الثامنة عشرة والأربعة وعشرين عاماً، ونسبة 27.1% كانت واقعةً في الفئة العمرية ما بين الخامسة والعشرين والأربعة وأربعين عاماً، ونسبة 21.9% كانت ما بين الخامسة والأربعين والرابعة والستين، ونسبة 14.0% كانت ضمن فئة الخامسة والستون عاماً فما فوق.

### تعداد عام 2010
بلغ عدد سكان أبردين 16,896 نسمة بحسب تعداد عام 2010، وبلغ عدد الأسر 6,476 أسرة وعدد العائلات 4,020 عائلة مقيمة في المدينة. في حين سجلت الكثافة السكانية 1,586.5 نسمة لكل ميل مربع (612.6/كم2). وبلغ عدد الوحدات السكنية 7,338 وحدة بمتوسط كثافة قدره 689.0 لكل ميل مربع (266.0/كم2).
وتوزع التركيب العرقي للمدينة بنسبة 80.4% من البيض و 3.7% من الأمريكيين الأصليين و 1.9% من الأمريكيين ذوي الأصول الآسيوية و 0.3% من سكان جزر المحيط الهادئ و 0.8% من الأمريكيين الأفارقة و 4.9% من عرقين مختلطين أو أكثر.بلغ عدد الأسر 6,476 أسرة كانت نسبة 33.1% منها لديها أطفال تحت سن الثامنة عشر تعيش معهم، وبلغت نسبة الأزواج القاطنين مع بعضهم البعض 39.9% من أصل المجموع الكلي للأسر، ونسبة 15.0% من الأسر كان لديها معيلات من النساء دون وجود زوج، بينما كانت نسبة 7.1% من الأسر لديها معيلون من الذكور دون وجود زوجة، وكانت نسبة 37.9% من غير العائلات. تألفت نسبة 29.2% من أصل جميع الأسر من أفراد ونسبة 10.8% كانوا يعيش معهم شخص وحيد يبلغ من العمر 65 عاماً فما فوق. وبلغ الحجم الوسطي للأسر 3.10، أما الحجم الوسطي للعائلات فبلغ 2.56.
بلغ العمر الوسطي للسكان 35.6 عاماً. وكانت نسبة 24.9% من القاطنين تحت سن الثامنة عشر، وكانت نسبة 10.5% بين الثامنة عشرة والأربعة وعشرين عاماً، ونسبة 25.8% كانت واقعةً في الفئة العمرية ما بين الخامسة والعشرين والأربعة وأربعين عاماً، ونسبة 26% كانت ما بين الخامسة والأربعين والرابعة والستين، ونسبة 13% كانت ضمن فئة الخامسة والستون عاماً فما فوق.